# Baureihe 648
De Baureihe 648 ook wel Alstom type Coradia LINT 41 genoemd is een dieselmechanisch motorrijtuig of treinstel, een zogenaamde light train met lagevloerdeel voor het regionaal personenvervoer van de Deutsche Bahn (DB).

## Geschiedenis
De LINT is ontworpen door fabrikant Linke-Hofmann-Busch (LHB) uit Salzgitter. Het acroniem LINT staat voor "Leichter Innovativer Nahverkehrstriebwagen". De treinen vervangen oudere treinen.
Op 26 november 2009 werd bekend dat DB Regio Schleswig-Holstein 16 treinen van het type 648.4 heeft besteld. De treinen worden in het voorjaar van 2011 geleverd.

## Constructie en techniek
Het treinstel is opgebouwd uit een aluminium frame met een frontdeel van GVK. Typerend aan dit treinstel is de toepassing van Scharfenbergkoppeling met het grote voorruit. De treinen werden geleverd als tweedelig dieseltreinstel met mechanische transmissie. De trein heeft een lagevloerdeel. Deze treinen kunnen tot drie stuks gecombineerd rijden. De treinen zijn uitgerust met luchtvering.

## Treindiensten
De treinen worden door de DB op de volgende niet-geëlektrificeerde trajecten ingezet.
- Kiel - Neumünster
- Dortmund Hbf - Winterberg
- Dortmund Hbf - Iserlohn
- DB 2810: Dortmund Hbf - Lüdenscheid
- Unna - Neuenrade
- Dillenburg - Au (Sieg)
- Harz-Weser-Netz vanuit Braunschweig